# Bentley, Kansas
Bentley är en ort i Sedgwick County i Kansas. Orten har fått sitt namn efter järnvägsfunktionären Orsemus Hills Bentley. Vid 2010 års folkräkning hade Bentley 530 invånare.